# Дзвінкий язиково-губний носовий
Дзвінкий язиково-губний носовий — приголосний, що існує в кількох мовах. У Міжнародному фонетичному алфавіті записується як ⟨n̼⟩ або ⟨m̺⟩.

## Властивості
Властивості язиково-губного носового:
- Місце творення — язиково-губне, тобто він артикулюється язиком проти губи.
- Тип фонації — дзвінка, тобто голосові зв'язки вібрують від час вимови.
- Це носовий приголосний, тобто повітря вільно виходить крізь ніс.
- Механізм передачі повітря — егресивний легеневий, тобто під час артикуляції повітря виштовхується крізь голосовий тракт з легенів, а не з гортані, чи з рота.

## Приклади
| Мова       | Мова       | Слово  | МФА     | Значення   | Примітки |
| ---------- | ---------- | ------ | ------- | ---------- | -------- |
| Аракі      | Аракі      | m̈isi   | [n̼isi]  | 'досі'     |          |
| Біг-Намбас | Біг-Намбас | nəm'ək | [nən̼ək] | 'мій язик' |          |